# Fedje
Fedje es un municipio de la provincia de Hordaland, Noruega. Pertenece al distrito tradicional de Nordhordland. El centro administrativo es la localidad de Fedje. Tiene una población de 563 personas según el censo de 2015.
La isla principal de Fedje, de 7,4 km² de superficie, está rodeada de islas cerca de 125 pequeñas, en su mayoría al norte de la isla principal, y el nombre Fedje se aplica tanto a la isla principal como a todas las islas y rocas en su conjunto. Contando la isla principal y las islas menores, la zona posee unos 9,4 km². La actividad económica tradicional es la pesca.

## Evolución administrativa

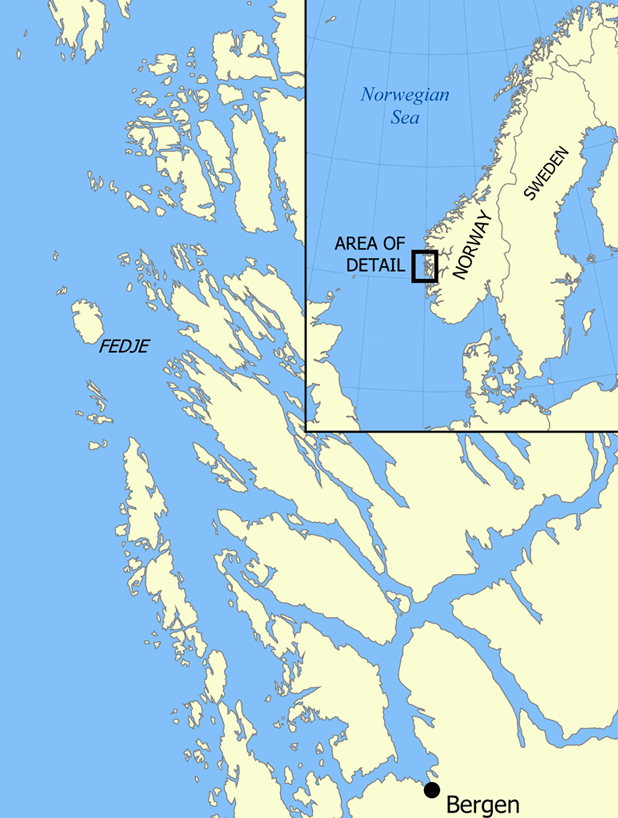
Mapa del municipio

El único cambio territorial destacable es el de la fundación de Fedje, cuando fue separado de Austrheim en 1947.

## Etimología
El nombre de Fedje proviene del nórdico antiguo Feðjar, que tiene un vínculo con el gótico faþa que significa «muro» o «cerca». Esto se debe a una red de islas que separa al Fedjefjorden del mar abierto.

## Escudo de armas
El escudo de armas es de los tiempos modernos. Se les concedió en 1990 y muestran dos remos sobre un fondo azul. Esto simboliza la rica historia de la navegación de este municipio de la isla.

## Educación
Fedje tiene una escuela primaria y una escuela secundaria junior, los cuales están situados en el centro de la isla, y en el mismo edificio. La escuela también se utiliza como sala de cine dos veces por semana.

## Historia

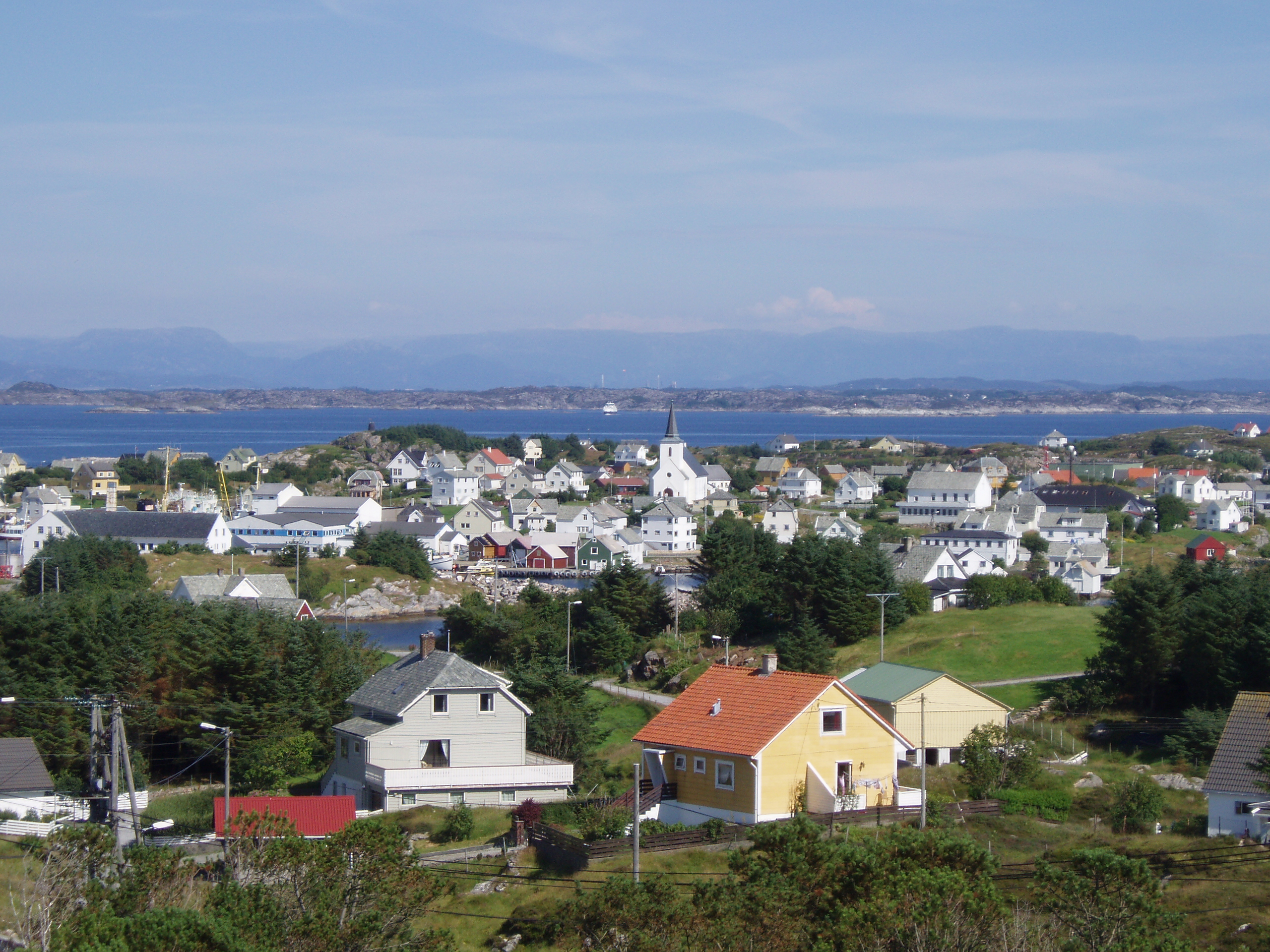
Localidad de Fedje

Hay rastros de actividad humana en Fedje desde hace tanto tiempo como 4000 años. En el siglo XVIII, Fedje era un lugar comercial importante, con la pequeña isla Kræmmerholmen porque fue el lugar dónde la negociación se llevó a cabo. Kræmmerholmen fue reabierto en 1991, y fue un restaurante / hotel / zona de los museos, pero cerró en septiembre de 2008. Fedje antes era un productor importante de la turba. La turba llevó a la construcción de un ferrocarril. El ferrocarril iba a ser entregado junto con la industria de la turba en 1920.
Durante la Segunda Guerra Mundial Fedje fue ocupada por más de 300 soldados alemanes. Todavía quedan restos de la cañones y búnkeres alemanes en toda la isla, especialmente en la parte oriental cerca de la estación de tráfico, que es en realidad construida sobre los restos de un alemán de radar de la estación.
En febrero de 1945, un alemán submarino llamado U-864 fue hundido por las fuerzas navales británicas fuera del oeste Fedje. El submarino fue, por desgracia para el medio ambiente, cargado con 70 toneladas de mercurio. El mercurio, que estaba siendo enviado a Japón, ahora está descansando en el fondo del Mar del Norte a 150 metros bajo la superficie, como un potencial desastre medioambiental como el de Minamata en Japón.

## Geografía

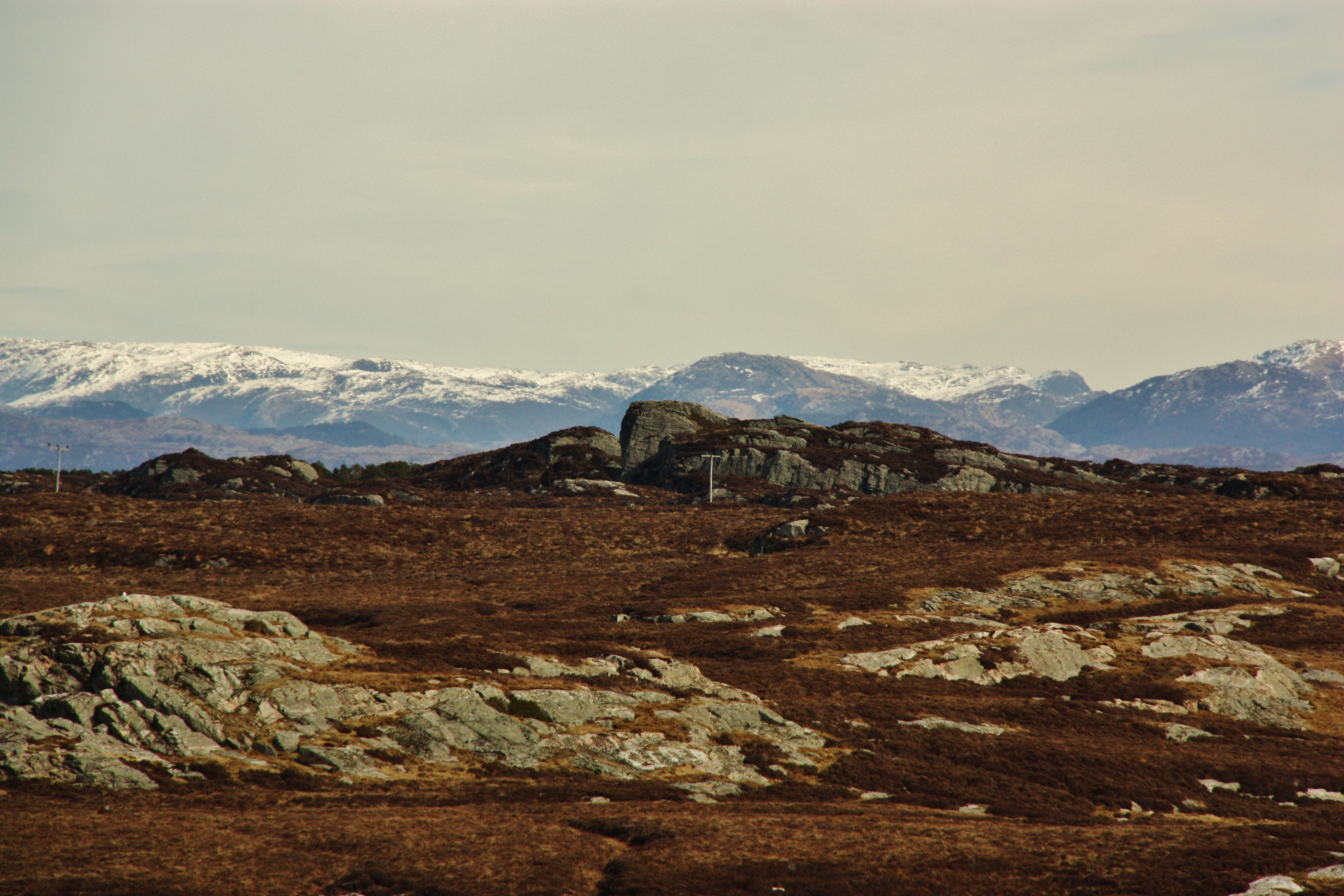
Vista de la colina

El punto más alto es una colina llamada Fedjebjørnen con 42m de altura. El lago más grande es Storevatnet.

### Islas
La isla más conocida es llamada Holmengrå. Holmengrå tiene un faro de 16 metros de altura. En la parte sur de Fedje que se llama Stormark está el faro de Hellisøy.
La isla de Fedje está en la parte oeste del Fedjefjorden.

## Demografía
La población de la comunidad de la isla está disminuyendo debido al alto porcentaje de personas mayores de 60 años (25 % a partir del 1 de enero de 2003), y porque muchas personas deciden dejar la isla, muchos debido a la falta de trabajo. La mayoría de la población vive en la parte norte. Fedje está habitada por muchos pescadores y balleneros.

## Deportes
La actividad deportiva principal Fedje es el fútbol, que se puede jugar en los campos de fútbol en la parte oriental de la isla. El campo de fútbol es también la tierra natal del equipo local de fútbol llamado Fedje A-lag. El club está jugando actualmente en la división sexta noruega. la piscina también es popular, ya que hay una hermosa playa ubicada en Fedje, que se encuentra en el centro de la isla en la costa del Lago Husavatnet. El agua es limpia y salobre.

## Gobierno
El municipio se encarga de la educación primaria, asistencia sanitaria, atención a la tercera edad, desempleo, servicios sociales, desarrollo económico, y mantención de caminos locales.

### Concejo municipal
El concejo municipal (Kommunestyre) tiene 15 representantes que son elegidos cada 4 años y estos eligen a un alcalde. Estos son:

#### Fedje Kommunestyre 2015–2019
| Partido                     | Número de representantes |
| --------------------------- | ------------------------ |
| Partido Laborista           | 3                        |
| Partido del Progreso        | 2                        |
| Høyre                       | 5                        |
| Partido Demócrata Cristiano | 4                        |
| Independientes              | 1                        |